# Talisia marleneana
Talisia marleneana är en kinesträdsväxtart som först beskrevs av Guarim, och fick sitt nu gällande namn av Acev.-rodr.. Talisia marleneana ingår i släktet Talisia och familjen kinesträdsväxter. Inga underarter finns listade i Catalogue of Life.